# Raspberry Beret
Raspberry Beret es el sencillo principal del álbum de 1985 de Prince & The Revolution, Around the World in a Day. Fue el primer sencillo del álbum en los Estados Unidos y el segundo en el Reino Unido.

## Composición
El sonido de la canción se expandió sobre los arreglos previos de Prince, incorporando instrumentos de cuerda, címbalos de medio oriente e incluso una armónica en la versión extendida. La canción estaba más en la onda pop, aunque el sencillo de 12 pulgadas y el video de la canción presentan una introducción funky. Aunque la canción se grabó originalmente en 1982, Prince la modificó drásticamente con The Revolution para darle un sonido más internacional. La sección de cuerdas estaba compuesta por Novi Novog en violín, Suzie Katayama y David Coleman.
La canción habla de un romance adolescente y una primera experiencia sexual con una chica que lleva el sombrero titular. Según watchmojo.com, esto se inspiró en una escena eliminada de Purple Rain, donde The Kid y Apollonia hicieron el amor en un granero. El video de la canción fue dirigido principalmente por él mismo, con animación creada por el cofundador de Colossal Pictures, Drew Takahashi. La versión extendida se incluyó en Ultimate en 2006. Mientras la canción llegó al número 1 en Cash Box y alcanzó el número 2 en el Billboard Hot 100 en los Estados Unidos, detrás de "A View to a Kill" de Duran Duran, alcanzó solo el número 25 en la lista de singles del Reino Unido.
- Datos: Q1138900